# Kendra Santacruz
Kendra Santacruz  (Cuernavaca, Morelos, 1989. július 24. –) mexikói színésznő.

## Élete és pályafutása
1989. július 24-én született Cuernavacában. Tanulmányait a Casa Azulban, az Argos színészképzőjében kezdte el. Első szerepét 2004-ben a Corazones al límite című sorozatban játszotta. 2007-ben Clara Medinát alakította a Palabra de mujer című telenovellában. 2012-ben megkapta első főszerepét Az utolsó évben. 2013-ban Isabelt alakította a Dama y obrero című telenovellában.

## Filmográfia

### Telenovellák, tévésorozatok
| Év   | Eredeti Cím           | Cím                  | Szerep                    | TV stúdió                           |
| ---- | --------------------- | -------------------- | ------------------------- | ----------------------------------- |
| 2004 | Corazones al límite   |                      | Daniela                   | Televisa                            |
| 2005 | Contra viento y marea | A Vadmacska új élete | Amanecer                  | Televisa                            |
| 2005 | La esposa virgen      |                      | Marisol Cruz de la Fuente | Televisa                            |
| 2007 | Palabra de mujer      |                      | Clara Medina              | Televisa                            |
| 2009 | Atrévete a soñar      |                      | Kimberly Williams         | Televisa                            |
| 2011 | Como dice el dicho    |                      | Marta                     | Televisa                            |
| 2012 | Último año            | Az utolsó év         | Celeste Roy               | MTV Latinoamérica-Cadena Tres-Argos |
| 2013 | Dama y obrero         |                      | Isabel Jiménez García     | Telemundo                           |
| 2014 | En otra piel          |                      | Camila Larrea Serrano     | Telemundo                           |
| 2015 | Bajo el mismo cielo   |                      | Greicy Cordero            | Telemundo                           |

### Filmek, rövidfilmek
- La invención de Morel (2006) .... Neri
- Dark Games (2010) .... Games
- Labios Rojos (2011) .... Paula
- La Última Muerte (2012) .... Mónica Wilkins
- Viaje de Generación (2012) .... Camila